# Око Дубая
Око Дубая (араб. عين دبي‎) — самое высокое колесо обозрения в мире, расположенное на острове Блувотерс в Дубае (ОАЭ), 250 метров. Не работают с 2022 года на официальном сайте есть информация что колесо будет работать с 25 декабря 2025 года. 

## Общая информация[2]
Общая высота от основания до верхней точки 250 метров. Колесо совершает полный оборот за 38 минут. Одновременно в нём может находится до 1750 человек в 48 кабинках.
Око Дубая выше предыдущего рекордсмена High Roller в Лас-Вегасе на 82,4 метра.
Колесо расположено на искусственном острове Блувотерс.

## Строительство
Строительство башни анонсировали в феврале 2013 года, которое началось в мае 2015 года. Основные работы были завершены в середине 2019 года. Открытие должно было произойти 20 октября 2020 года и было приурочено к открытию Всемирной выставки 2020, однако из-за Пандемии COVID-19 оно было перенесено на поздний срок.
Окончательно колесо открылось 21 октября 2021 года.
Колесо было закрыто на ремонт 15 марта 2022 года. 25 декабря 2024 года без лишнего пафоса и предварительных анонсов колесо вновь запустили. Цена стандартного билета для взрослого составляет 145 AED, для ребенка до 12 лет - 115 AED. Под колесом функционирует сувенирный магазин с тематическими сувенирами. 